# (11506) Toulouse-Lautrec
(11506) Toulouse-Lautrec (1990 ES1) – planetoida z pasa głównego asteroid okrążająca Słońce w ciągu 3,81 lat w średniej odległości 2,44 j.a. Odkryta 2 marca 1990 roku.